# II liga argentyńska w piłce nożnej (1999/2000)
Primera B Nacional 1999/2000
Mistrzem drugiej ligi argentyńskiej został klub CA Huracán, natomiast wicemistrzem - klub Los Andes Buenos Aires.
Drugą ligę argentyńską po sezonie 1999/2000 opuściły następujące kluby
| Klub                   | Przyczyna                                                              |
| ---------------------- | ---------------------------------------------------------------------- |
| CA Huracán             | Awans do I ligi (mistrz II ligi)                                       |
| Los Andes Buenos Aires | Awans do I ligi (wicemistrz II ligi)                                   |
| Almagro Buenos Aires   | Awans do I ligi (wygrany baraż)                                        |
| CA Temperley           | Spadek do III ligi (ostatni w tabeli spadkowej Metropolitana)          |
| Morón Buenos Aires     | Spadek do III ligi (przedostatni w tabeli spadkowej Metropolitana)     |
| Argentino Rosario      | Spadek do III ligi (trzeci od końca w tabeli spadkowej Metropolitana)  |
| Deportivo Español      | Spadek do III ligi (czwarty od końca w tabeli spadkowej Metropolitana) |
| Aldosivi Mar del Plata | Spadek do III ligi (ostatni w tabeli spadkowej Interior)               |
| Gimnasia y Tiro Salta  | Spadek do III ligi (przedostatni w tabeli spadkowej Interior)          |

Do drugiej ligi argentyńskiej po sezonie 1999/2000 przybyły następujące kluby
| Klub                        | Przyczyna                                         |
| --------------------------- | ------------------------------------------------- |
| Gimnasia y Esgrima Jujuy    | Spadek z I ligi (przedostatni w tabeli spadkowej) |
| Ferro Carril Oeste          | Spadek z I ligi (ostatni w tabeli spadkowej)      |
| Instituto Córdoba           | Spadek z I ligi (przegrany baraż)                 |
| CA Estudiantes              | Awans z III ligi (mistrz Primera B Metropolitana) |
| General Paz Juniors Córdoba | Awans z III ligi (mistrz Torneo Argentino A)      |

Druga liga zredukowana została z 34 do 30 klubów.

## Zona Metropolitana

### Metropolitana 1
| Data             | Mecz |
| ---------------- | --- |
| 14 sierpnia 1999 | Argentino Rosario - Club El Porvenir 1:0 Aibes |
| 14 sierpnia 1999 | CA Tigre - Nueva Chicago Buenos Aires 0:0 |
| 14 sierpnia 1999 | San Miguel Buenos Aires - Morón Buenos Aires 1:0 A. González |
| 14 sierpnia 1999 | Deportivo Español - CA Huracán 1:0vo Ramírez - R. Graieb, Casas (2), Héctor González, Godoy, D. Graieb mecz zakończony wynikiem 1:5 zweryfikowany został na 1:0 dla Deportivo Español, gdyż w drużynie klubu Huracán wystąpił nieuprawniony zawodnik Héctor González |
| 14 sierpnia 1999 | Almagro Buenos Aires - Los Andes Buenos Aires 1:2 Filosa - Caiafa, Ferrer |
| 14 sierpnia 1999 | Arsenal Sarandí Buenos Aires - Central Córdoba Rosario 0:0 |
| 14 sierpnia 1999 | CA Temperley - Defensa y Justicia Buenos Aires 0:2 Stranges, Carraro |
| 14 sierpnia 1999 | CA Argentino de Quilmes - CA Banfield 1:2 Czornomaz - Calvo, Aquino |
| 14 sierpnia 1999 | CA All Boys - CA Platense 1:1 Diz - Gómez] |

### Metropolitana 2
| Data             | Mecz                                                                                     |
| ---------------- | ---------------------------------------------------------------------------------------- |
| 21 sierpnia 1999 | CA All Boys - CA Tigre 0:1 Carrizo                                                       |
| 21 sierpnia 1999 | CA Platense - Argentino Rosario 4:3 Gómez, Ríos, Fretes s, Mandrini - Gigli (2), Ruggeri |
| 21 sierpnia 1999 | Club El Porvenir - CA Argentino de Quilmes 0:1 Czornomaz                                 |
| 21 sierpnia 1999 | CA Banfield - Almagro Buenos Aires 1:1 Acciari k - Cuartas                               |
| 21 sierpnia 1999 | Los Andes Buenos Aires - Deportivo Español 2:2 Ribolzi (2, 1k) - Frangipane, Romero      |
| 21 sierpnia 1999 | CA Huracán - San Miguel Buenos Aires 2:2 Moner, L. González - Giménez, A. González       |
| 21 sierpnia 1999 | Morón Buenos Aires - CA Temperley 2:1 Mazza (2) - Guzmán                                 |
| 21 sierpnia 1999 | Defensa y Justicia Buenos Aires - Arsenal Sarandí Buenos Aires 1:0 Stranges              |
| 21 sierpnia 1999 | Central Córdoba Rosario - Nueva Chicago Buenos Aires 0:0                                 |

### Metropolitana 3
| Data             | Mecz                                                                             |
| ---------------- | -------------------------------------------------------------------------------- |
| 28 sierpnia 1999 | CA Tigre - Central Córdoba Rosario 2:1 Grioni, Gradito - Aira                    |
| 28 sierpnia 1999 | Nueva Chicago Buenos Aires - Defensa y Justicia Buenos Aires 0:1 Carraro         |
| 28 sierpnia 1999 | Arsenal Sarandí Buenos Aires - Morón Buenos Aires 2:0 Esmerado, Frank            |
| 28 sierpnia 1999 | CA Temperley - CA Huracán 0:3 Soto (2), Di Carlo                                 |
| 28 sierpnia 1999 | San Miguel Buenos Aires - Los Andes Buenos Aires 0:1 Armoa                       |
| 28 sierpnia 1999 | Deportivo Español - CA Banfield 0:2 Forestello, Calvo                            |
| 28 sierpnia 1999 | Almagro Buenos Aires - Club El Porvenir 2:2 Filosa (2) - Franchini, Cinto        |
| 28 sierpnia 1999 | CA Argentino de Quilmes - CA Platense 3:2 Czornomaz, Baigorria, Braña - Ríos (2) |
| 28 sierpnia 1999 | Argentino Rosario - CA All Boys 2:1 Gerk, Bodnar - Pizarro                       |

### Metropolitana 4
| Data            | Mecz                                                                                                 |
| --------------- | --- |
| 5 września 1999 | CA Banfield - San Miguel Buenos Aires 2:0 Forestello, Ruffini                                        |
| 5 września 1999 | Argentino Rosario - CA Tigre 0:1 Nicotra                                                             |
| 5 września 1999 | CA All Boys - CA Argentino de Quilmes 2:3 Cella Ruggieri, Váttimos s - Czornomaz k, Castano, Mazzina |
| 5 września 1999 | CA Platense - Almagro Buenos Aires 3:3 Gómez (2), Semino - Tonelotto (2), Sinisterra                 |
| 5 września 1999 | Club El Porvenir - Deportivo Español 1:0 Delfino                                                     |
| 5 września 1999 | Los Andes Buenos Aires - CA Temperley 1:1 Noce - Lencina                                             |
| 5 września 1999 | CA Huracán - Arsenal Sarandí Buenos Aires 4:1 Casas (2, 1k), Godoy, Ruiz s - Gareca                  |
| 5 września 1999 | Morón Buenos Aires - Nueva Chicago Buenos Aires 1:2 Torres - Arrebillaga (2)                         |
| 5 września 1999 | Defensa y Justicia Buenos Aires - Central Córdoba Rosario 3:1 Galleguillo, Stranges (2) - Pochettino |

### Metropolitana 5
| Data             | Mecz                                                                                               |
| ---------------- | -------------------------------------------------------------------------------------------------- |
| 11 września 1999 | CA Tigre - Defensa y Justicia Buenos Aires 1:1 Artime - Stranges                                   |
| 11 września 1999 | Cent. Cordoba - Morón Buenos Aires 4:2 Germano (2), Alarcón, Pérez k - Ruiz (2, 1k)                |
| 11 września 1999 | Nueva Chicago Buenos Aires - CA Huracán 1:2 Guimaraens - Carrizo, L. González                      |
| 11 września 1999 | Arsenal Sarandí Buenos Aires - Los Andes Buenos Aires 0:1 Nasta                                    |
| 11 września 1999 | CA Temperley - CA Banfield 0:0                                                                     |
| 11 września 1999 | San Miguel Buenos Aires - Club El Porvenir 0:0                                                     |
| 11 września 1999 | Deportivo Español - CA Platense 3:1 Jesús, Pertot, Frangipane - Gómez                              |
| 11 września 1999 | Almagro Buenos Aires - CA All Boys 3:1 Tonelotto (2), Couceiro - Diz                               |
| 11 września 1999 | CA Argentino de Quilmes - Argentino Rosario de Rosario 4:2 Czornomaz (3), Sever - Pooli, Pavlovich |

### Metropolitana 6
| Data             | Mecz                                                                      |
| ---------------- | ------------------------------------------------------------------------- |
| 18 września 1999 | CA Argentino de Quilmes - CA Tigre 2:1 Czornomaz k, Giampietri - Artime k |
| 18 września 1999 | Argentino Rosario - Almagro Buenos Aires 0:1 Demus                        |
| 18 września 1999 | CA All Boys - Deportivo Español 2:0 Trapasso, Pizarro                     |
| 18 września 1999 | CA Platense - San Miguel Buenos Aires 1:0 Ríos                            |
| 18 września 1999 | Club El Porvenir - CA Temperley 2:1 Gómez s, Valentini k - Fernández      |
| 18 września 1999 | CA Banfield - Arsenal Sarandí Buenos Aires 0:0                            |
| 18 września 1999 | Los Andes Buenos Aires - Nueva Chicago Buenos Aires 0:0                   |
| 18 września 1999 | CA Huracán - Central Córdoba Rosario 1:0 Casas                            |
| 18 września 1999 | Morón Buenos Aires - Defensa y Justicia Buenos Aires 1:1 Ruiz k - Carraro |

### Metropolitana 7
| Data             | Mecz                                                                                            |
| ---------------- | ----------------------------------------------------------------------------------------------- |
| 25 września 1999 | Arsenal Sarandí Buenos Aires - Club El Porvenir 0:0                                             |
| 25 września 1999 | CA Tigre - Morón Buenos Aires 1:0 Stalteri                                                      |
| 25 września 1999 | Defensa y Justicia Buenos Aires - CA Huracán 2:3 Galleguillo, Carraro - Casas k, Cáceres, Moner |
| 25 września 1999 | Central Córdoba Rosario - Los Andes Buenos Aires 2:2 Germano (2) - Ferrer, Moya                 |
| 25 września 1999 | Nueva Chicago Buenos Aires - CA Banfield 0:3 Forestello (3)                                     |
| 25 września 1999 | CA Temperley - CA Platense 1:1 Fernández k - Zamora                                             |
| 25 września 1999 | San Miguel Buenos Aires - CA All Boys 1:0 López Maradona                                        |
| 25 września 1999 | Deportivo Español - Argentino Rosario de Rosario 2:1 Pertot, Caro - Pavlovich                   |
| 25 września 1999 | Almagro Buenos Aires - CA Argentino de Quilmes 4:1 Meloño, Tonelotto, Filosa (2) - Nis          |

### Metropolitana 8
| Data                | Mecz                                                                                  |
| ------------------- | ------------------------------------------------------------------------------------- |
| 2 października 1999 | Almagro Buenos Aires - CA Tigre 1:0 Filosa                                            |
| 2 października 1999 | CA Argentino de Quilmes - Deportivo Español 0:2 Jesús (2)                             |
| 2 października 1999 | Argentino Rosario - San Miguel Buenos Aires 0:1 Biazotti                              |
| 2 października 1999 | CA All Boys - CA Temperley 2:1 Bogni, Pasini - Rodriguez                              |
| 2 października 1999 | CA Platense - Arsenal Sarandí Buenos Aires 0:3 Palavecino (2, 1k), Gareca             |
| 2 października 1999 | Club El Porvenir - Nueva Chicago Buenos Aires 2:1 Cinto, Cardozo - Castellanos k      |
| 2 października 1999 | CA Banfield - Central Córdoba Rosario 2:0 Calvo (2)                                   |
| 2 października 1999 | Los Andes Buenos Aires - Defensa y Justicia Buenos Aires 1:2 Lobos - Benítez, Carraro |
| 2 października 1999 | CA Huracán - Morón Buenos Aires 0:0                                                   |

### Metropolitana 9
| Data                | Mecz                                                                                  |
| ------------------- | ------------------------------------------------------------------------------------- |
| 9 października 1999 | CA Tigre - CA Huracán 1:2 Figún - Godoy (2)                                           |
| 9 października 1999 | Morón Buenos Aires - Los Andes Buenos Aires 0:0                                       |
| 9 października 1999 | Defensa y Justicia Buenos Aires - CA Banfield 1:2 Galleguillo - Forestello, Katip     |
| 9 października 1999 | Central Córdoba Rosario - Club El Porvenir 2:1 Oliva, Pelanda - Valentini             |
| 9 października 1999 | Nueva Chicago Buenos Aires - CA Platense 0:1 Zamora                                   |
| 9 października 1999 | Arsenal Sarandí Buenos Aires - CA All Boys 1:0 Gareca                                 |
| 9 października 1999 | CA Temperley - Argentino Rosario de Rosario 2:1 Fernández, Guzmán - Smiegel s         |
| 9 października 1999 | San Miguel Buenos Aires - CA Argentino de Quilmes 1:1 Giménez - Baigorria             |
| 9 października 1999 | Deportivo Español - Almagro Buenos Aires 1:3 Fernández k - Couceiro, Tonelotto, Demus |

### Metropolitana 10
| Data                 | Mecz                                                                                        |
| -------------------- | ------------------------------------------------------------------------------------------- |
| 11 października 1999 | Almagro Buenos Aires - San Miguel Buenos Aires 2:2 Figueroa, Filosa - Giménez (2, 1k)       |
| 11 października 1999 | Deportivo Español - CA Tigre 1:2 Castro - Stalteri, Artime                                  |
| 11 października 1999 | CA Argentino de Quilmes - CA Temperley 2:0 Baigorria, Czornomaz                             |
| 11 października 1999 | Argentino Rosario - Arsenal Sarandí Buenos Aires 0:1 Palavecino k                           |
| 11 października 1999 | CA All Boys - Nueva Chicago Buenos Aires 2:3 Trapasso, Diz - Castellanos (2, 2k), Fuentes k |
| 11 października 1999 | CA Platense - Central Córdoba Rosario 3:0 Ríos, Gómez (2, 1k)                               |
| 11 października 1999 | Club El Porvenir - Defensa y Justicia Buenos Aires 0:0                                      |
| 11 października 1999 | CA Banfield - Morón Buenos Aires 0:2 Chiaverano, Correa                                     |
| 11 października 1999 | Los Andes Buenos Aires - CA Huracán 2:2 Ferrer, Armoa - Morquio, Godoy                      |

### Metropolitana 11
| Data                 | Mecz                                                                                   |
| -------------------- | -------------------------------------------------------------------------------------- |
| 30 października 1999 | CA Tigre - Los Andes Buenos Aires 1:1 Cuba - Ferrer                                    |
| 30 października 1999 | CA Huracán - CA Banfield 2:1 Cáceres, L. González - Cameroni                           |
| 30 października 1999 | Morón Buenos Aires - Club El Porvenir 1:3 Chiaverano - Estévez s, Olarán, García       |
| 30 października 1999 | Defensa y Justicia Buenos Aires - CA Platense 2:0 Galleguillo, Stranges                |
| 30 października 1999 | Central Córdoba Rosario - CA All Boys 4:0 Aira k, Beraza, Germano, Alarcón             |
| 30 października 1999 | Nueva Chicago Buenos Aires - Argentino Rosario 0:0                                     |
| 30 października 1999 | Arsenal Sarandí Buenos Aires - CA Argentino de Quilmes 2:2 Real (2) - Braña, Czornomaz |
| 30 października 1999 | CA Temperley - Almagro Buenos Aires 2:2 Fernández (2) - Cuartas, Maciel                |
| 30 października 1999 | San Miguel Buenos Aires - Deportivo Español 2:0 Biazotti, López Maradona               |

### Metropolitana 12
| Data             | Mecz |
| ---------------- | --- |
| 6 listopada 1999 | Club El Porvenir - CA Huracán 0:1 Godoy                                                                                              |
| 6 listopada 1999 | CA Platense - Morón Buenos Aires 0:0                                                                                                 |
| 6 listopada 1999 | Deportivo Español - CA Temperley 0:3 Guzmán, Flavio Fernández (2)                                                                    |
| 6 listopada 1999 | Almagro Buenos Aires - Arsenal Sarandí Buenos Aires 1:2 Aragón - Mannara, Palavecino                                                 |
| 6 listopada 1999 | Argentino Rosario - Central Córdoba Rosario 3:0 Gerk, Pochettino s, Gigli                                                            |
| 6 listopada 1999 | San Miguel Buenos Aires - CA Tigre 3:1 Testa, Biazotti, Giménez - Stalteri                                                           |
| 6 listopada 1999 | CA Argentino de Quilmes - Nueva Chicago Buenos Aires meczu nie dokończono z powodu zamieszek na trybunach                            |
| 6 listopada 1999 | CA Banfield - Los Andes Buenos Aires 0:2 Ferrer (2) mecz przerwany przy stanie 0:2 w drugiej połowie z powodu zamieszek na trybunach |
| 6 listopada 1999 | CA All Boys - Defensa y Justicia Buenos Aires 0:0                                                                                    |
| 16 grudnia 1999  | CA Argentino de Quilmes - Nueva Chicago Buenos Aires 2:1 Lemos, Balanda - Fuentes k                                                  |

### Metropolitana 13
| Data              | Mecz                                                                      |
| ----------------- | ------------------------------------------------------------------------- |
| 13 listopada 1999 | Los Andes Buenos Aires - Club El Porvenir 2:1 Arce, Ferrer - Andrade      |
| 13 listopada 1999 | CA Huracán - CA Platense 1:3 L. González - Gómez k, Ríos, Zamora          |
| 13 listopada 1999 | Morón Buenos Aires - CA All Boys 2:2 Jerez, Chiaverano - Trapasso (2, 1k) |
| 13 listopada 1999 | Defensa y Justicia Buenos Aires - Argentino Rosario 1:1 Carraro - Gerk    |
| 13 listopada 1999 | Central Córd. - CA Argentino de Quilmes 1:1 Beraza - Giampietri           |
| 13 listopada 1999 | Nueva Chicago Buenos Aires - Almagro Buenos Aires 1:1 Campos - Demus      |
| 13 listopada 1999 | Arsenal Sarandí Buenos Aires - Deportivo Español 1:1 Méndez - Ayala       |
| 13 listopada 1999 | CA Temperley - San Miguel Buenos Aires 0:0                                |
| 13 listopada 1999 | CA Tigre - CA Banfield 2:0 San Martín s, Carrizo                          |

### Metropolitana 14
| Data              | Mecz                                                                                         |
| ----------------- | -------------------------------------------------------------------------------------------- |
| 20 listopada 1999 | CA All Boys - CA Huracán 2:4 Mayor, José - Casas (2), Godoy (2)                              |
| 20 listopada 1999 | CA Argentino de Quilmes - Defensa y Justicia Buenos Aires 2:1 Baigorria, Giampietri - Mhamed |
| 20 listopada 1999 | Argentino Rosario - Morón Buenos Aires 2:2 Gigli, Pooli - Meinecke, Jerez                    |
| 20 listopada 1999 | Club El Porvenir - CA Banfield 1:1 Cardozo - Katip                                           |
| 20 listopada 1999 | Almagro Buenos Aires - Central Córdoba Rosario 3:0 Filosa, Tonelotto, Sinisterra             |
| 20 listopada 1999 | San Miguel Buenos Aires - Arsenal Sarandí Buenos Aires 1:1 Bernuez - Palavecino              |
| 20 listopada 1999 | CA Temperley - CA Tigre 0:2 Stalteri (2)                                                     |
| 20 listopada 1999 | Deportivo Español - Nueva Chicago Buenos Aires 0:1 Fernández                                 |
| 20 listopada 1999 | CA Platense - Los Andes Buenos Aires 1:1 Ríos - Ferrer                                       |

### Metropolitana 15
| Data              | Mecz                                                                                |
| ----------------- | ----------------------------------------------------------------------------------- |
| 27 listopada 1999 | CA Tigre - Club El Porvenir 0:0                                                     |
| 27 listopada 1999 | CA Banfield - CA Platense 3:0 Calvo, Ruffini, Acciari                               |
| 27 listopada 1999 | Los Andes Buenos Aires - CA All Boys 0:0                                            |
| 27 listopada 1999 | CA Huracán - Argentino Rosario de Rosario 1:1 Casas - Gerk                          |
| 27 listopada 1999 | Morón Buenos Aires - CA Argentino de Quilmes 0:0                                    |
| 27 listopada 1999 | Defensa y Justicia Buenos Aires - Almagro Buenos Aires 1:2 Galarza - Maciel, Filosa |
| 27 listopada 1999 | Central Córd. - Deportivo Español 2:2 Pelanda, Alarcón - Jesús, Frangipane          |
| 27 listopada 1999 | Nueva Chicago Buenos Aires - San Miguel Buenos Aires 0:0                            |
| 27 listopada 1999 | Arsenal Sarandí Buenos Aires - CA Temperley 3:2 Palavecino (3) - Fernández (2)      |

### Metropolitana 16
| Data           | Mecz                                                                          |
| -------------- | ----------------------------------------------------------------------------- |
| 4 grudnia 1999 | CA Platense - Club El Porvenir 1:0 Gómez                                      |
| 4 grudnia 1999 | Arsenal Sarandí Buenos Aires - CA Tigre 0:0                                   |
| 4 grudnia 1999 | CA Temperley - Nueva Chicago Buenos Aires 1:1 Rodríguez - Fuentes             |
| 4 grudnia 1999 | San Miguel Buenos Aires - Central Córdoba Rosario 0:1 Pelanda                 |
| 4 grudnia 1999 | Deportivo Español - Defensa y Justicia Buenos Aires 1:1 Jesús - Raposo        |
| 4 grudnia 1999 | Almagro Buenos Aires - Morón Buenos Aires 4:0 Filosa (2), Figueroa, Cuartas k |
| 4 grudnia 1999 | CA Argentino de Quilmes - CA Huracán 0:0                                      |
| 4 grudnia 1999 | Argentino Rosario - Los Andes Buenos Aires 1:0 Pavlovich                      |
| 7 grudnia 1999 | CA All Boys - CA Banfield 0:2 Katip (2)                                       |

### Metropolitana 17
| Mecze 11-12 grudnia 1999                                                                |
| --------------------------------------------------------------------------------------- |
| CA Tigre - CA Platense 0:0                                                              |
| CA Huracán - Almagro Buenos Aires 3:3 Casas (3) - Rivero, Tonelotto, Chaile             |
| CA Banfield - Argentino Rosario de Rosario 1:1 Leeb - Bodnar                            |
| Nueva Chicago Buenos Aires - Arsenal Sarandí Buenos Aires 0:0                           |
| Defensa y Justicia Buenos Aires - San Miguel Buenos Aires 1:1 Stranges - López Maradona |
| Club El Porvenir - CA All Boys 1:1 Cardoso - Trapasso k                                 |
| Morón Buenos Aires - Deportivo Español 1:2 Gómez - Jesús, Frangipane                    |
| Central Córd. - CA Temperley 2:0 Alarcón, Pelanda                                       |
| Los Andes Buenos Aires - CA Argentino de Quilmes 2:1 Romero, Neuspiller - Czornomaz     |

### Metropolitana 18
| Mecze 18-19 grudnia 1999                                                            |
| ----------------------------------------------------------------------------------- |
| CA Huracán - Deportivo Español 5:0 Di Carlo (2), Soto (2), Garipe                   |
| CA Platense - CA All Boys 2:0 Gómez (2, 2k)                                         |
| Defensa y Justicia Buenos Aires - CA Temperley 0:0                                  |
| Nueva Chicago Buenos Aires - CA Tigre 0:0                                           |
| Morón Buenos Aires - San Miguel Buenos Aires 2:2 Correa, Conte - López Maradona (2) |
| Club El Porvenir - Argentino Rosario 4:1 Cardozo (2, 1k), Celada, García - Gerk     |
| Central Córdoba Rosario - Arsenal Sarandí Buenos Aires 1:0 Pochettino               |
| Los Andes Buenos Aires - Almagro Buenos Aires 1:1 Sala k - Carranza                 |
| CA Banfield - CA Argentino de Quilmes 0:2 Castano (2)                               |

### Metropolitana 19
| Mecze 3, 5 i 6 lutego 2000                                                                                                 |
| --- |
| Argentino Rosario - CA Platense 6:1 Pavlovich, Claudinho (2), Sampaoli, Gerk, Gigli - Busto                                |
| San Miguel Buenos Aires - CA Huracán 3:3 López Maradona, Berardi, Giménez - Soto, Casas, Di Carlo                          |
| Almagro Buenos Aires - CA Banfield 1:4 Tonelotto k - Cameroni, Leeb, Ruffini, Tríbulo                                      |
| Arsenal Sarandí Buenos Aires - Defensa y Justicia Buenos Aires 3:2 Mannara, O. Espínola k, D. Espínola - Arébalo, Stranges |
| Deportivo Español - Los Andes Buenos Aires 0:2 Sala k, Caiafa                                                              |
| CA Temperley - Morón Buenos Aires 1:1 Lencina k - Martínez                                                                 |
| CA Tigre - CA All Boys 2:2 Artime, Maggiolo - Diz (2)                                                                      |
| Nueva Chicago Buenos Aires - Central Córdoba Rosario 1:0 Fernández                                                         |
| CA Argentino de Quilmes - Club El Porvenir 1:0 Czornomaz k                                                                 |

### Metropolitana 20
| Mecze 10, 12 i 13 lutego 2000                                                                      |
| -------------------------------------------------------------------------------------------------- |
| Central Córdoba Rosario - CA Tigre 2:1 Alarcón, Módica - Maggiolo                                  |
| Defensa y Justicia Buenos Aires - Nueva Chicago Buenos Aires 0:0                                   |
| Morón Buenos Aires - Arsenal Sarandí Buenos Aires 2:2 R. Espínola, Ruiz - O. Espínola, D. Espínola |
| CA Huracán - CA Temperley 3:1 Smigiel s, Casas (2, 1k) - Guzmán                                    |
| Los Andes Buenos Aires - San Miguel Buenos Aires 2:1 Pérez, Ferrer - Biazotti                      |
| Club El Porvenir - Almagro Buenos Aires 2:0 Lago Estalote, Gómez                                   |
| CA Banfield - Deportivo Español 4:1 Ruffini k, Cameroni, Forestello, Leeb - Frangipane k           |
| CA Platense - CA Argentino de Quilmes 1:1 Ríos - Viqueira s                                        |
| CA All Boys - Argentino Rosario 1:1 F. Batista - Pavlovich                                         |

### Metropolitana 21
| Mecze 19 i 20 lutego 2000                                                               |
| --------------------------------------------------------------------------------------- |
| Almagro Buenos Aires - CA Platense 1:4 Sinisterra - Krikorián, Busto, Semino, Maisterra |
| CA Tigre - Argentino Rosario (Rosario) 2:0 Fretes s, Dundo                              |
| Deportivo Español - Club El Porvenir 1:1 Velazco - Andrade                              |
| CA Temperley - Los Andes Buenos Aires 2:2 Elía, Fernández - Ferrer, Caiafa              |
| CA Argentino de Quilmes - CA All Boys 5:1 Czornomaz (2), Castano (2), Sever - Bogni     |
| Arsenal Sarandí Buenos Aires - CA Huracán 0:2 L. González, Casas k                      |
| Central Córdoba Rosario - Defensa y Justicia Buenos Aires 0:0                           |
| Nueva Chicago Buenos Aires - Morón Buenos Aires 1:1 Casas - Ruiz k                      |
| San Miguel Buenos Aires - CA Banfield 0:0                                               |

### Metropolitana 22
| Mecze 26 i 27 lutego 2000                                                                    |
| -------------------------------------------------------------------------------------------- |
| CA Huracán - Nueva Chicago Buenos Aires 4:1 Casas (3), Frangella s - Borda                   |
| CA All Boys - Almagro Buenos Aires 1:0 Laffatigue                                            |
| Defensa y Justicia Buenos Aires - CA Tigre 2:1 Stranges, Carraro k - Maggiolo                |
| CA Platense - Deportivo Español 4:2 Gómez, Ríos, Giménez, Busto - Smaldone, Frangipane       |
| Club El Porvenir - San Miguel Buenos Aires 3:1 Blanco, Collard, Cardozo - Correa             |
| Morón Buenos Aires - Central Córdoba Rosario 1:1 Gómez - Módica                              |
| Argentino Rosario - CA Argentino de Quilmes 0:2 Díaz, López                                  |
| CA Banfield - CA Temperley 2:0 Leeb, Forestello                                              |
| Los Andes Buenos Aires - Arsenal Sarandí Buenos Aires 2:2 Levato, Mannara s - Monroy, Gareca |

### Metropolitana 23
| Mecze 4 i 5 marca 2000                                                             |
| ---------------------------------------------------------------------------------- |
| CA Tigre - CA Argentino de Quilmes 1:2 Dundo - Braña, Czornomaz                    |
| Almagro Buenos Aires - Argentino Rosario 2:0 Rivero, Sparpani                      |
| Deportivo Español - CA All Boys 2:2 Balkenende, Frangipane - Bogni, Batista        |
| San Miguel Buenos Aires - CA Platense 1:1 Krikorián - Jiménez k                    |
| CA Temperley - Club El Porvenir 1:0 Orellana                                       |
| Arsenal Sarandí Buenos Aires - CA Banfield 3:0 Real, Monroy, Aguilar               |
| Nueva Chicago Buenos Aires - Los Andes Buenos Aires 1:1 Lobos s - Arce             |
| Central Córdoba Rosario - CA Huracán 1:0 Alarcón                                   |
| Defensa y Justicia Buenos Aires - Morón Buenos Aires 4:0 Stranges (3), Galleguillo |

### Metropolitana 24
| Mecze 11 i 12 marca 2000                                                                    |
| ------------------------------------------------------------------------------------------- |
| Club El Porvenir - Arsenal Sarandí Buenos Aires 3:2 Blanco, Cinto, Cardozo - Ciglic, Gareca |
| Morón Buenos Aires - CA Tigre 1:5 Ruiz k - Stalteri (2), Basconselo s, Luppino, Maggiolo    |
| CA Huracán - Defensa y Justicia Buenos Aires 1:1 Casas - Stranges                           |
| Los Andes Buenos Aires - Central Córdoba Rosario 1:0 Arce                                   |
| CA Banfield - Nueva Chicago Buenos Aires 2:0 Forestello, Leeb                               |
| CA Platense - CA Temperley 1:1 Hirsig - Velázquez                                           |
| CA All Boys - San Miguel Buenos Aires 1:0 Diz                                               |
| Argentino Rosario - Deportivo Español 2:2 Pavlovich, Gerk - Frangipane k, Balkenende        |
| CA Argentino de Quilmes - Almagro Buenos Aires 1:1 Czornomaz - Figueroa                     |

### Metropolitana 25
| Mecze 18 i 19 marca 2000                                                                          |
| ------------------------------------------------------------------------------------------------- |
| CA Tigre - Almagro Buenos Aires 1:3 Stalteri - Tonelotto (3)                                      |
| Deportivo Español - CA Argentino de Quilmes 2:3 Frangipane, Ayala - Castano, Fernández, Czornomaz |
| San Miguel Buenos Aires - Argentino Rosario 1:2 Biazotti - Gerk, Pavlovich                        |
| CA Temperley - CA All Boys 0:2 Laffatigue (2)                                                     |
| Arsenal Sarandí Buenos Aires - CA Platense 3:0 Gareca (2), Morales                                |
| Nueva Chicago Buenos Aires - Club El Porvenir 0:2 Cardozo, Blanco                                 |
| Central Córdoba Rosario - CA Banfield 1:3 Pelanda - Leeb (2), Ruffini                             |
| Defensa y Justicia Buenos Aires - Los Andes Buenos Aires 3:0 Carraro (2), Galleguillo k           |
| Morón Buenos Aires - CA Huracán 1:2 Ruiz - Salgado s, Godoy                                       |

### Metropolitana 26
| Mecze 25 i 26 marca 2000                                                                |
| --------------------------------------------------------------------------------------- |
| CA Huracán - CA Tigre 2:1 Casas k, Brandán - Maggiolo k                                 |
| Los Andes Buenos Aires - Morón Buenos Aires 2:1 Arce, Bressán - Ruiz                    |
| Club El Porvenir - Central Córdoba Rosario 4:1 Cardozo (3), García - Germano            |
| CA Platense - Nueva Chicago Buenos Aires 0:0                                            |
| CA All Boys - Arsenal Sarandí Buenos Aires 0:1 Monroy                                   |
| Argentino Rosario - CA Temperley 3:1 Pavlovich, Vanadía, Toledo - Rodríguez             |
| CA Argentino de Quilmes - San Miguel Buenos Aires 2:2 Czornomaz, Lenguita - Giménez (2) |
| Almagro Buenos Aires - Deportivo Español 2:1 Demus, Sparapani - Anaut                   |
| CA Banfield - Defensa y Justicia Buenos Aires 1:1 Cameroni k - Galleguillo k            |

### Metropolitana 27
| Mecze 1 i 2 kwietnia 2000                                                           |
| ----------------------------------------------------------------------------------- |
| San Miguel Buenos Aires - Almagro Buenos Aires 1:1 López Maradona - Chaile          |
| CA Temperley - CA Argentino de Quilmes 0:0                                          |
| Arsenal Sarandí Buenos Aires - Argentino Rosario 2:0 Goroso                         |
| Defensa y Justicia Buenos Aires - Club El Porvenir 2:1 Zárate, Galleguillo - Blanco |
| Central Córdoba Rosario - CA Platense 2:2 Puchetta, Alarcón - Gómez (2)             |
| Nueva Chicago Buenos Aires - CA All Boys 1:1 Kloker - De Nicola k                   |
| Morón Buenos Aires - CA Banfield 0:2 Ruffini, Leeb                                  |
| CA Huracán - Los Andes Buenos Aires 0:1 Caiafa                                      |
| CA Tigre - Deportivo Español 3:0 Maggiolo, Stalteri, Luppino                        |

### Metropolitana 28
| Mecze 8 i 9 kwietnia 2000                                                                |
| ---------------------------------------------------------------------------------------- |
| Los Andes Buenos Aires - CA Tigre 2:0 Gianfelice, Ferrer                                 |
| CA Banfield - CA Huracán 1:0 Forestello                                                  |
| Club El Porvenir - Morón Buenos Aires 3:0 Cardozo, Blanco k, García                      |
| CA Platense - Defensa y Justicia Buenos Aires 2:2 Jiménez, Ríos - Yañez, Zuleta          |
| CA All Boys - Central Córdoba Rosario 2:2 Batista, Laffatigue - Melli, Aira              |
| Argentino Rosario - Nueva Chicago Buenos Aires 2:2 Pavlovich, Claudinho - Casas, Serrano |
| CA Argentino de Quilmes - Arsenal Sarandí Buenos Aires 1:1 Quiñonez - Gareca             |
| Almagro Buenos Aires - CA Temperley 5:0 Tonelotto (2), Maciel, Couceiro, Aragón          |
| Deportivo Español - San Miguel Buenos Aires 2:1 Frangipane k, Pertot - Giménez k         |

### Metropolitana 29
| Mecze 15 i 16 kwietnia 2000                                                                                       |
| --- |
| CA Huracán - Club El Porvenir 2:2 Casas (2) - Blanco (2)                                                          |
| Morón Buenos Aires - CA Platense 2:1 Salomón, Rubino - Krikorián                                                  |
| CA Temperley - Deportivo Español 1:1 Lencina - Balkenende                                                         |
| Arsenal Sarandí Buenos Aires - Almagro Buenos Aires 1:1 Gareca k - Demus                                          |
| Central Córdoba Rosario - Argentino Rosario 2:0 Jaime, Módica                                                     |
| CA Tigre - San Miguel Buenos Aires 1:0 Maggiolo                                                                   |
| Nueva Chicago Buenos Aires - CA Argentino de Quilmes 2:5 Fernández, Kinjo - Czornomaz k, Giampietri (3), Biasotto |
| Defensa y Justicia Buenos Aires - CA All Boys 2:0 Stranges, Yañez                                                 |
| Los Andes Buenos Aires - CA Banfield 1:1 Noce - Leeb                                                              |

### Metropolitana 30
| Mecze 22 i 23 kwietnia 2000                                                                |
| ------------------------------------------------------------------------------------------ |
| Club El Porvenir - Los Andes Buenos Aires 0:1 Salomón                                      |
| Argentino Rosario - Defensa y Justicia Buenos Aires 0:3 Stranges, Carraro (2)              |
| CA Argentino de Quilmes - Central Córdoba Rosario 3:0 Czornomaz (2, 1k), Giampietri        |
| Almagro Buenos Aires - Nueva Chicago Buenos Aires 4:0 Aragón k, Chaile k, Tonelotto, Demus |
| Deportivo Español - Arsenal Sarandí Buenos Aires 2:0 Frangipane, Ayala                     |
| San Miguel Buenos Aires - CA Temperley 1:1 Berardi - Ismail                                |
| CA Banfield - CA Tigre 2:1 Leeb, Forestello - Luppino                                      |
| CA Platense - CA Huracán 1:2 Jiménez - Brandán, Casas k                                    |
| CA All Boys - Morón Buenos Aires 2:1 Cella Ruggeri (2) - Díaz                              |

### Metropolitana 31
| Mecze 6 i 7 maja 2000                                                                                         |
| --- |
| CA Huracán - CA All Boys 6:0 Di Carlo (2), Casas (3), Brandán                                                 |
| Defensa y Justicia Buenos Aires - CA Argentino de Quilmes 3:2 Benítez, Galleguillo, Carraro - Lemos, Váttimos |
| Morón Buenos Aires - Argentino Rosario 0:0                                                                    |
| CA Banfield - Club El Porvenir 0:1 Blanco                                                                     |
| CA Tigre - CA Temperley 2:0 Blanco, Stalteri                                                                  |
| Nueva Chicago Buenos Aires - Deportivo Deportivo Español 0:0                                                  |
| Central Córdoba Rosario - Almagro Buenos Aires 1:6 Alarcón - Figueroa, Carranza, Tonelotto (4, 2k)            |
| Los Andes Buenos Aires - CA Platense 1:0 Rodríguez s                                                          |
| Arsenal Sarandí Buenos Aires - San Miguel Buenos Aires 2:0 Esmerado, Gareca                                   |

### Metropolitana 32
| Mecze 13 i 14 maja 2000                                                                          |
| ------------------------------------------------------------------------------------------------ |
| Club El Porvenir - CA Tigre 2:2 Cardozo, Collard - Maggiolo                                      |
| Almagro Buenos Aires - Defensa y Justicia Buenos Aires 3:1 Carranza, Aragón, Tonelotto - Carraro |
| Deportivo Español - Central Córdoba Rosario 1:1 Ayala - Pignata                                  |
| San Miguel Buenos Aires - Nueva Chicago Buenos Aires 0:0                                         |
| CA Temperley - Arsenal Sarandí Buenos Aires 0:3 Gareca (2), Zamuner                              |
| CA Platense - CA Banfield 2:1 Rodríguez, Jiménez - González                                      |
| CA All Boys - Los Andes Buenos Aires 0:3 Desagastizábal, Pieters (2)                             |
| CA Argentino de Quilmes - Morón Buenos Aires 1:0 Czornomaz k                                     |
| Argentino Rosario - CA Huracán 0:5 Casas (2), Godoy (2), D. Graieb                               |

### Metropolitana 33
| Mecze 20 i 21 maja 2000                                                           |
| --------------------------------------------------------------------------------- |
| CA Tigre - Arsenal Sarandí Buenos Aires 1:3 Maggiolo - Gareca (2, 1k), Monroig    |
| Nueva Chicago Buenos Aires - CA Temperley 3:1 Arrevillaga, Marascia (2) - Lencina |
| Central Córdoba Rosario - San Miguel Buenos Aires 1:1 Jaime - López               |
| Defensa y Justicia Buenos Aires - Deportivo Español 0:1 Pertot                    |
| Morón Buenos Aires - Almagro Buenos Aires 0:2 Maciel, Córdoba                     |
| CA Banfield - CA All Boys 2:1 Forestello, De Nicola s - Pizzella                  |
| Club El Porvenir - CA Platense 2:1 Colliard (2) - Verón                           |
| CA Huracán - CA Argentino de Quilmes 2:2 Godoy, Morquio - Giampietri, Braña       |
| Los Andes Buenos Aires - Argentino Rosario 2:1 Caiafa, Levato - Pooli k           |

### Metropolitana 34
| Mecze 27 i 28 maja 2000                                                                             |
| --------------------------------------------------------------------------------------------------- |
| CA Platense - CA Tigre 2:0 Rodríguez, Fuertes                                                       |
| CA All Boys - Club El Porvenir 0:0                                                                  |
| Argentino Rosario - CA Banfield 0:1 Katip                                                           |
| Deportivo Español - Morón Buenos Aires 2:1 Balkenende, Stang - Basconcelo                           |
| San Miguel Buenos Aires - Defensa y Justicia Buenos Aires 3:0 Biazotti k, Pellerano, López Maradona |
| CA Temperley - Central Córdoba Rosario 2:0 Gómez k, Lencina k                                       |
| Arsenal Sarandí Buenos Aires - Nueva Chicago Buenos Aires 2:2 Gareca, Mannara - Fuentes, Argüello   |
| CA Argentino de Quilmes - Los Andes Buenos Aires 3:3 Quiñonez (2), Czornomaz - Ferrer (3)           |
| Almagro Buenos Aires - CA Huracán 2:1 Meloño, Tonelotto k - Parodi                                  |

### Tabela Zona Metropolitana
| Poz | Klub                            | Mecze | Zw | Rem | Por | Pkt | BrZd | BrStr |
| --- | ------------------------------- | ----- | -- | --- | --- | --- | ---- | ----- |
| 1   | CA Huracán                      | 34    | 18 | 10  | 6   | 64  | 71   | 38    |
| 2   | CA Argentino de Quilmes         | 34    | 17 | 12  | 5   | 63  | 62   | 42    |
| 3   | Los Andes Buenos Aires          | 34    | 16 | 15  | 3   | 63  | 47   | 31    |
| 4   | Almagro Buenos Aires            | 34    | 17 | 11  | 6   | 62  | 72   | 42    |
| 5   | CA Banfield                     | 34    | 18 | 8   | 8   | 59* | 48   | 28    |
| 6   | Arsenal Sarandí Buenos Aires    | 34    | 14 | 13  | 7   | 55  | 47   | 32    |
| 7   | Defensa y Justicia Buenos Aires | 34    | 13 | 13  | 8   | 52  | 47   | 34    |
| 8   | Club El Porvenir                | 34    | 13 | 11  | 10  | 50  | 44   | 31    |
| 9   | CA Tigre                        | 34    | 12 | 9   | 13  | 45  | 40   | 37    |
| 10  | CA Platense                     | 34    | 11 | 12  | 11  | 45  | 47   | 51    |
| 11  | Central Córdoba Rosario         | 34    | 9  | 11  | 14  | 38  | 36   | 53    |
| 12  | Deportivo Español               | 34    | 9  | 10  | 15  | 37  | 38   | 57    |
| 13  | San Miguel Buenos Aires         | 34    | 6  | 17  | 11  | 35  | 33   | 37    |
| 14  | Nueva Chicago Buenos Aires      | 34    | 5  | 18  | 11  | 33  | 25   | 41    |
| 15  | Argentino Rosario               | 34    | 7  | 9   | 18  | 30  | 37   | 55    |
| 16  | CA All Boys                     | 34    | 6  | 11  | 17  | 29  | 32   | 59    |
| 17  | CA Temperley                    | 34    | 4  | 13  | 17  | 25  | 27   | 55    |
| 18  | Morón Buenos Aires              | 34    | 3  | 13  | 18  | 22  | 28   | 58    |

- - klubowi CA Banfield odjęto 3 punkty z powodu zamieszek w 12 kolejce

### Tabela spadkowa Metropolitana
| Poz | Klub                            | 1997/98 pkt/m | 1998/99 pkt/m | 1999/00 pkt/m | Razem pkt/mecze | Średnia |
| --- | ------------------------------- | ------------- | ------------- | ------------- | --------------- | ------- |
| 1   | CA Huracán                      | 0/0           | 0/0           | 64/34         | 64/34           | 1.882   |
| 2   | CA Banfield                     | 62/30         | 43/32         | 59/34         | 164/96          | 1.708   |
| 3   | Arsenal Sarandí Buenos Aires    | 46/30         | 57/32         | 55/34         | 158/96          | 1.645   |
| 4   | CA Argentino de Quilmes         | 48/30         | 47/32         | 63/34         | 158/96          | 1.645   |
| 5   | Club El Porvenir                | 0/0           | 45/32         | 50/34         | 95/66           | 1.439   |
| 6   | Defensa y Justicia Buenos Aires | 42/30         | 44/32         | 52/34         | 138/96          | 1.437   |
| 7   | Los Andes Buenos Aires          | 48/30         | 28/32         | 63/34         | 138/96          | 1.437   |
| 8   | Central Córdoba Rosario         | 48/30         | 43/32         | 38/34         | 129/96          | 1.343   |
| 9   | CA Tigre                        | 0/0           | 43/32         | 45/34         | 88/66           | 1.333   |
| 10  | CA Platense                     | 0/0           | 0/0           | 45/34         | 45/34           | 1.323   |
| 11  | CA All Boys                     | 46/30         | 51/32         | 29/34         | 126/96          | 1.312   |
| 12  | San Miguel Buenos Aires         | 45/30         | 43/32         | 35/34         | 123/96          | 1.281   |
| 13  | Almagro Buenos Aires            | 22/30         | 36/32         | 62/34         | 120/96          | 1.250   |
| 14  | Nueva Chicago Buenos Aires      | 40/30         | 44/32         | 33/34         | 117/96          | 1.218   |
| 15  | Deportivo Español               | 0/0           | 43/32         | 37/34         | 80/66           | 1.212   |
| 16  | Argentino Rosario               | 0/0           | 0/0           | 30/34         | 30/34           | 0.882   |
| 17  | Morón Buenos Aires              | 30/30         | 28/32         | 22/34         | 80/96           | 0.833   |
| 18  | CA Temperley                    | 0/0           | 0/0           | 25/34         | 25/34           | 0.735   |

## Zona Interior

### Interior 1
| Data             | Mecz |
| ---------------- | --- |
| 19 sierpnia 1999 | Aldosivi Mar del Plata - Independiente Rivadavia Mendoza 2:3 Figueroa, Valinotti - Álvarez, Del Bosco, Wolfart |
| 19 sierpnia 1999 | Gimnasia y Tiro Salta - Olimpo Bahía Blanca 1:0 Frutos                                                         |
| 19 sierpnia 1999 | Atlético Tucumán - San Martín San Juan 2:1 San Román, Aráoz - Álvarez k                                        |
| 19 sierpnia 1999 | Racing Córdoba - Atlético Rafaela 1:1 González - Dezotti                                                       |
| 19 sierpnia 1999 | Gimnasia y Esgrima Concepcion del Uruguay - Cipolletti 3:1 Alegre (2), Arroyo - Sánchez                        |
| 19 sierpnia 1999 | San Martín Mendoza - San Martín Tucumán 2:0 Benítez (2)                                                        |
| 19 sierpnia 1999 | Villa Mitre Bahía Blanca - Juventud Antoniana Salta 1:2 Boggio k - Lucco, Alvariño                             |
| 19 sierpnia 1999 | Godoy Cruz Antonio Tomba - Almirante Brown Arrecifes 2:0 Abaurre, Herrera                                      |

### Interior 2
| Data             | Mecz                                                                                                  |
| ---------------- | --- |
| 28 sierpnia 1999 | Godoy Cruz Antonio Tomba - Aldosivi Mar del Plata 2:2 Bermegui (2) - Peralta, Valinotti               |
| 28 sierpnia 1999 | Almirante Brown Arrecifes - Villa Mitre Bahía Blanca 1:3 Guerra - Landeiro, Zwenger, Paz              |
| 28 sierpnia 1999 | Juventud Antoniana Salta - San Martín Mendoza 3:2 Velarde, Alvariño, Iachetti - Benítez, Giménez      |
| 28 sierpnia 1999 | San Martín Tucumán - Gimnasia y Esgrima Concepcion del Uruguay 1:1 Rivero - González                  |
| 28 sierpnia 1999 | Cipolletti - Racing Córdoba 0:1 Durán                                                                 |
| 28 sierpnia 1999 | Atlético Rafaela - Atlético Tucumán 1:0 Heinze                                                        |
| 28 sierpnia 1999 | San Martín San Juan - Gimnasia y Tiro Salta 2:0 Andrizzi (2)                                          |
| 28 sierpnia 1999 | Olimpo Bahía Blanca - Independiente Rivadavia Mendoza 4:0 Cuenca Zaldívar, Novarese, Galarza, Tassara |

### Interior 3
| Data            | Mecz                                                                                             |
| --------------- | ------------------------------------------------------------------------------------------------ |
| 5 września 1999 | San Martín Mendoza - Almirante Brown Arrecifes 1:0 Benítez                                       |
| 5 września 1999 | Gimnasia y Esgrima Concepcion del Uruguay - Juventud Antoniana Salta 1:0 González                |
| 5 września 1999 | Aldosivi Mar del Plata - Olimpo Bahía Blanca 1:0 Valinotti                                       |
| 5 września 1999 | Independiente Rivadavia Mendoza - San Martín San Juan 3:1 García, Del Bosco, Canedo k - Andrizzi |
| 5 września 1999 | Gimnasia y Tiro Salta - Atlético Rafaela 0:1 González                                            |
| 5 września 1999 | Atlético Tucumán - Cipolletti 2:0 Ibañez, Álvarez                                                |
| 5 września 1999 | Racing Córdoba - San Martín Tucumán 0:0                                                          |
| 5 września 1999 | Villa Mitre Bahía Blanca - Godoy Cruz Antonio Tomba 1:0 Zwenger                                  |

### Interior 4
| Data             | Mecz                                                                                                |
| ---------------- | --------------------------------------------------------------------------------------------------- |
| 17 września 1999 | Juventud Antoniana Salta - Racing Córdoba 2:4 Iachetti (2) - González, Salas, Gattesco, Durán       |
| 17 września 1999 | Villa Mitre Bahía Blanca - Aldosivi Mar del Plata 2:3 Carrillo (2, 2k) - Peralta, Rizzo, Hormaechea |
| 17 września 1999 | Godoy Cruz Antonio Tomba - San Martín Mendoza 0:0                                                   |
| 17 września 1999 | Almirante Brown Arrecifes - Gimnasia y Esgrima Concepcion del Uruguay 1:1 Guerra - Teri             |
| 17 września 1999 | San Martín Tucumán - Atlético Tucumán 2:3 García, Pereyra - Amato (2), Saavedra                     |
| 17 września 1999 | Cipolletti - Gimnasia y Tiro Salta 2:2 Cisneros (2) - Spontón, Quintero                             |
| 17 września 1999 | Atlético Rafaela - Independiente Rivadavia Mendoza 3:2 González (2), Castro - Canedo k, Paratore    |
| 17 września 1999 | San Martín San Juan - Olimpo Bahía Blanca 1:2 Campodónico - Cuenca Zaldívar k, Galarza              |

### Interior 5
| Data             | Mecz                                                                                   |
| ---------------- | -------------------------------------------------------------------------------------- |
| 22 września 1999 | Aldosivi Mar del Plata - San Martín San Juan 0:1 Arrieta                               |
| 22 września 1999 | Olimpo Bahía Blanca - Atlético Rafaela 1:1 Cuenca Zaldívar - Heinze                    |
| 22 września 1999 | Independiente Rivadavia Mendoza - Cipolletti 2:2 Wolfart, Canedo k - Córdoba, Cisneros |
| 22 września 1999 | Gimnasia y Tiro Salta - San Martín Tucumán 1:0 Viana Beledo                            |
| 22 września 1999 | Atlético Tucumán - Juventud Antoniana Salta 3:0 San Román, Amato, Aráoz                |
| 22 września 1999 | Racing Córdoba - Almirante Brown Arrecifes 1:2 Parejo - Blanco, Monje                  |
| 22 września 1999 | Gimnasia y Esgrima Concepcion del Uruguay - Godoy Cruz Antonio Tomba 0:1 Mendoza       |
| 22 września 1999 | San Martín Mendoza - Villa Mitre Bahía Blanca 1:2 Batalla - Goberville, Carrillo       |

### Interior 6
| Data                | Mecz                                                                                         |
| ------------------- | -------------------------------------------------------------------------------------------- |
| 2 października 1999 | San Martín Mendoza - Aldosivi Mar del Plata 2:2 Batalla, Garat s - Rizzo, Peralta            |
| 2 października 1999 | Villa Mitre Bahía Blanca - Gimnasia y Esgrima Concepcion del Uruguay 1:1 Carrillo - González |
| 2 października 1999 | Godoy Cruz Antonio Tomba - Racing Córdoba 2:1 Bermegui (2) - Juárez                          |
| 2 października 1999 | Almirante Brown Arrecifes - Atlético Tucumán 1:1 Samso - Amato                               |
| 2 października 1999 | Atlético Rafaela - San Martín San Juan 0:1 Raggio                                            |
| 2 października 1999 | Juventud Antoniana Salta - Gimnasia y Tiro Salta 1:1 Silva - Quintero                        |
| 2 października 1999 | San Martín Tucumán - Independiente Rivadavia Mendoza 3:1 Pereyra, García, Amaya - Canedo     |
| 2 października 1999 | Cipolletti - Olimpo Bahía Blanca 2:2 Cisneros, Bustos - Cuenca Saldívar k, Castro            |

### Interior 7
| Data                | Mecz |
| ------------------- | --- |
| 7 października 1999 | Atlético Tucumán - Godoy Cruz Antonio Tomba 3:1 Álvarez (2, 1k), Amato - Abaurre                            |
| 7 października 1999 | Aldosivi Mar del Plata - Atlético Rafaela 3:1 Graf, Garat, Peralta - González                               |
| 7 października 1999 | San Martín San Juan - Cipolletti 1:0 Rodríguez                                                              |
| 7 października 1999 | Olimpo Bahía Blanca - San Martín Tucumán 3:2 Bazán Vera, Rosales, Galarza - Chacana k, García               |
| 7 października 1999 | Independiente Rivadavia Mendoza - Juventud Antoniana Salta 2:3 Del Bosco, Álvarez - Moreno, Silva, Iachetti |
| 7 października 1999 | Gimnasia y Tiro Salta - Almirante Brown Arrecifes 1:1 Bonnet - Galoppo                                      |
| 7 października 1999 | Racing Córdoba - Villa Mitre Bahía Blanca 1:4 Gattesco - Burella, Landeiro, Boggio, Carrillo                |
| 7 października 1999 | Gimnasia y Esgrima Concepcion del Uruguay - San Martín Mendoza 1:1 Arroyo - Benítez                         |

### Interior 8
| Data                 | Mecz |
| -------------------- | --- |
| 16 października 1999 | Gimnasia y Esgrima Concepcion del Uruguay - Aldosivi Mar del Plata 2:0 Caballero, Bernal                         |
| 16 października 1999 | San Martín Mendoza - Racing Córdoba 3:4 Antuña, Agüero, Benítez - Bertola (2), Elúa, Morales                     |
| 16 października 1999 | Villa Mitre Bahía Blanca - Atlético Tucumán 0:0                                                                  |
| 16 października 1999 | Godoy Cruz Antonio Tomba - Gimnasia y Tiro Salta 1:2 Bermegui - Quintero (2)                                     |
| 16 października 1999 | Almirante Brown Arrecifes - Independiente Rivadavia Mendoza 5:2 Blanco (2), Monje (2), Guerra - Ortiz, Del Bosco |
| 16 października 1999 | Juventud Antoniana Salta - Olimpo Bahía Blanca 2:0 Troyansky, Jiménez                                            |
| 16 października 1999 | San Martín Tucumán - San Martín San Juan 2:2 Araya - Chacana                                                     |
| 16 października 1999 | Cipolletti - Atlético Rafaela 1:0 Bustos                                                                         |

### Interior 9
| Data                 | Mecz                                                                                            |
| -------------------- | ----------------------------------------------------------------------------------------------- |
| 30 października 1999 | Aldosivi Mar del Plata - Cipolletti 0:1 Cisneros                                                |
| 30 października 1999 | Atlético Rafaela - San Martín Tucumán 3:0 Bovaglio, Bahl, González                              |
| 30 października 1999 | San Martín San Juan - Juventud Antoniana Salta 1:2 Rodríguez - Iturrieta, Iachetti              |
| 30 października 1999 | Olimpo Bahía Blanca - Almirante Brown Arrecifes 3:3 Cisneros (2), Gallo - Guerra, Osella, Samso |
| 30 października 1999 | Independiente Rivadavia Mendoza - Godoy Cruz Antonio Tomba 1:1 Paratore - Brusco                |
| 30 października 1999 | Gimnasia y Tiro Salta - Villa Mitre Bahía Blanca 1:0 Quintero                                   |
| 30 października 1999 | Atlético Tucumán - San Martín Mendoza 1:0 Álvarez                                               |
| 30 października 1999 | Racing Córdoba - Gimnasia y Esgrima Concepcion del Uruguay 0:2 Montalbetti, Caballero           |

### Interior 10
| Data             | Mecz                                                                                                |
| ---------------- | --------------------------------------------------------------------------------------------------- |
| 6 listopada 1999 | Juventud Antoniana Salta - Atlético Rafaela 3:1 Velarde, Alvariño, Kalujerovich k - Raúl González   |
| 6 listopada 1999 | San Martín Mendoza - Gimnasia y Tiro Salta 1:0 Guillón                                              |
| 6 listopada 1999 | Almirante Brown Arrecifes - San Martín San Juan 1:1 Guerra - Andrizzi                               |
| 6 listopada 1999 | Racing Córdoba - Aldosivi Mar del Plata 3:0 Urbani k, Parejo, Binetti                               |
| 6 listopada 1999 | San Martín Tucumán - Cipolletti 1:0 Hernández k                                                     |
| 6 listopada 1999 | Gimnasia y Esgrima Concepcion del Uruguay - Atlético Tucumán 1:0 Caballero                          |
| 6 listopada 1999 | Godoy Cruz Antonio Tomba - Olimpo Bahía Blanca 1:0 Oste                                             |
| 6 listopada 1999 | Villa Mitre Bahía Blanca - Independiente Rivadavia Mendoza 2:2 Langol, Carrillo - Marques, Paratore |

### Interior 11
| Data              | Mecz |
| ----------------- | --- |
| 13 listopada 1999 | Aldosivi Mar del Plata - San Martín Tucumán 1:1 Fontana s - Juárez                                                           |
| 13 listopada 1999 | Cipolletti - Juventud Antoniana Salta 1:1 Sánchez - Velarde                                                                  |
| 13 listopada 1999 | Atlético Rafaela - Almirante Brown Arrecifes 4:0 González (2), García, Heinze                                                |
| 13 listopada 1999 | Gimnasia y Tiro Salta - Gimnasia y Esgrima Concepcion del Uruguay 4:3 Quintero (2), Spontón, Cuadrado - González (2), Arroyo |
| 13 listopada 1999 | Atlético Tucumán - Racing Córdoba 1:1 San Román k - Urbani                                                                   |
| 13 listopada 1999 | San Martín San Juan - Godoy Cruz Antonio Tomba 0:0                                                                           |
| 13 listopada 1999 | Villa Mitre Bahía Blanca - Olimpo Bahía Blanca 0:1 Galarza                                                                   |
| 13 listopada 1999 | Independiente Rivadavia Mendoza - San Martín Mendoza 3:5 Paratore, Lemme, Del Bosco - Benítez (2), Giménez, Dillon, Martínez |

### Interior 12
| Data              | Mecz                                                                                           |
| ----------------- | ---------------------------------------------------------------------------------------------- |
| 20 listopada 1999 | Atlético Tucumán - Aldosivi Mar del Plata 1:1 Álvarez - Aquino                                 |
| 20 listopada 1999 | Racing Córdoba - Gimnasia y Tiro Salta 1:2 Caminos - Cejas, Gil                                |
| 20 listopada 1999 | Godoy Cruz Antonio Tomba - Atlético Rafaela 1:0 Brusco                                         |
| 20 listopada 1999 | Almirante Brown Arrecifes - Cipolletti 2:1 Monje, Blanco - Bustos                              |
| 20 listopada 1999 | San Martín Mendoza - Olimpo Bahía Blanca 3:0 Riquelme (2), Panella                             |
| 20 listopada 1999 | Juventud Antoniana Salta - San Martín Tucumán 3:0 Lucco, Velarde, Silva                        |
| 20 listopada 1999 | Villa Mitre Bahía Blanca - San Martín San Juan 0:0                                             |
| 20 listopada 1999 | Gimnasia y Esgrima Concepcion del Uruguay - Independiente Rivadavia Mendozaadavia 1:0 González |

### Interior 13
| Data              | Mecz |
| ----------------- | --- |
| 27 listopada 1999 | Aldosivi Mar del Plata - Juventud Antoniana Salta 1:1 Hormaechea - Lucco |
| 27 listopada 1999 | San Martín Tucumán - Brown de Arrecifes 1:0 Ferreyra |
| 27 listopada 1999 | Cipolletti - Godoy Cruz Antonio Tomba 0:1vo mecz przerwany został w 14 minucie przy stanie 0:0, gdy jeden z graczy klubu Godoy Cruz został trafony przedmiotem rzuconym z trybun |
| 27 listopada 1999 | Atlético Rafaela - Villa Mitre Bahía Blanca 0:1 Boggio |
| 27 listopada 1999 | San Martín San Juan - San Martín Mendoza 2:1 Laciar, Campodónico - Antuña |
| 27 listopada 1999 | Olimpo Bahía Blanca - Gimnasia y Esgrima Concepcion del Uruguay 1:3 González, Grelak, Bernal - Galarza                                                                           |
| 27 listopada 1999 | Independiente Rivadavia Mendoza - Racing Córdoba 1:1 Urbani k - Canedo k |
| 27 listopada 1999 | Gimnasia y Tiro Salta - Atlético Tucumán 0:2 Amato, García |

### Interior 14
| Data           | Mecz |
| -------------- | --- |
| 4 grudnia 1999 | Almirante Brown Arrecifes - Juventud Antoniana Salta 2:2 Guerra, Samso k - Alvariño k, Velarde                    |
| 4 grudnia 1999 | Gimnasia y Tiro Salta - Aldosivi Mar del Plata 5:3 Spontón (2, 1k), Riggio (2), Guendulain - Ruiz (2), Montenegro |
| 4 grudnia 1999 | Atlético Tucumán - Independiente Rivadavia Mendoza 2:1 Amato, Díaz - Martínez                                     |
| 4 grudnia 1999 | Godoy Cruz Antonio Tomba - San Martín Tucumán 2:1 Velázquez, Brusco k - Fontana                                   |
| 4 grudnia 1999 | Racing Córdoba - Olimpo Bahía Blanca 0:0                                                                          |
| 4 grudnia 1999 | Gimnasia y Esgrima Concepcion del Uruguay - San Martín San Juan 0:2 Rodríguez (2)                                 |
| 4 grudnia 1999 | San Martín Mendoza - Atlético Rafaela 1:0 Benítez                                                                 |
| 4 grudnia 1999 | Villa Mitre Bahía Blanca - Cipolletti 4:0 Severino, Zwenger, Paz, Carrillo                                        |

### Interior 15
| Mecze 9, 11 i 12 grudnia 1999                                                                             |
| --- |
| Atlético Rafaela - Gimnasia y Esgrima Concepcion del Uruguay 1:3 Raúl González - Roberto González, Bernal |
| Aldosivi Mar del Plata - Almirante Brown Arrecifes 2:1 Hormaechea (2, 1k) - Lovera                        |
| Cipolletti - San Martín Mendoza 0:1 Palacios                                                              |
| San Martín Tucumán - Villa Mitre Bahía Blanca 1:1 Rivero k - Hidalgo                                      |
| Olimpo Bahía Blanca - Atlético Tucumán 2:1 Arce, Cuenca Zaldívar k - Zaccanti                             |
| Juventud Antoniana Salta - Godoy Cruz Antonio Tomba 2:0 Colombo, Aguirre                                  |
| Independiente Rivadavia Mendoza - Gimnasia y Tiro Salta 2:4 Canedo (2) - Funes s, Quintero (2), Bonnet    |
| San Martín San Juan - Racing Córdoba 3:2 Saavedra, Marini, Laciar - Gatesco, Lisi s                       |

### Interior 16
| Mecze 16, 17 i 19 grudnia 1999                                                                              |
| --- |
| Juventud Antoniana Salta - Villa Mitre Bahía Blanca 1:0 Iachetti                                            |
| Cipolletti - Gimnasia y Esgrima Concepcion del Uruguay 2:1 Bustos, Amorone - Roberto González               |
| Atlético Rafaela - Racing Córdoba 1:0 Raúl González                                                         |
| Almirante Brown Arrecifes - Godoy Cruz Antonio Tomba 4:2 Quiñones, Lovera k, Orsi, Guerra - Watson, Abaurre |
| San Martín Tucumán - San Martín Mendoza 0:0                                                                 |
| Olimpo Bahía Blanca - Gimnasia y Tiro Salta 1:1 Bazán Vera - Spontón                                        |
| I. Independiente Rivadavia Mendoza - Aldosivi Mar del Plata 3:3 Lemes (3) - Rizzo, Hormaechea, Peralta      |
| San Martín San Juan - Atlético Tucumán 2:2 Molina, Andrizzi - Ibañez, Araoz                                 |

### Interior 17
| Mecze 17, 18, 19 i 20 lutego 2000                                                    |
| ------------------------------------------------------------------------------------ |
| Atlético Tucumán - Atlético Rafaela 0:1 Rosín                                        |
| Racing Córdoba - Cipolletti 2:2 Luna, Juárez - Sánchez, Squadrone k                  |
| Gimnasia y Tiro Salta - San Martín San Juan 0:0                                      |
| Aldosivi Mar del Plata - Godoy Cruz Antonio Tomba 1:1 Valinotti - Brusco             |
| San Martín Mendoza - Juventud Antoniana Salta 2:1 Antuña (2) - Velarde               |
| Gimnasia y Esgrima Concepcion del Uruguay - San Martín Tucumán 1:1 González - García |
| Independiente Rivadavia Mendoza - Olimpo Bahía Blanca 1:1 García - Novarese          |
| Villa Mitre Bahía Blanca - Almirante Brown Arrecifes 2:0 Paz (2)                     |

### Interior 18
| Mecze 24, 25, 26, 27 lutego 2000                                                                         |
| --- |
| Godoy Cruz Antonio Tomba - Villa Mitre Bahía Blanca 2:0 Bermegui, Brusco                                 |
| Almirante Brown Arrecifes - San Martín Mendoza 0:0                                                       |
| Atlético Rafaela - Gimnasia y Tiro Salta 2:1 Julier, González - Leone                                    |
| Juventud Antoniana Salta - Gimnasia y Esgrima Concepcion del Uruguay 2:1 Iachetti, Lucco - J. González s |
| Olimpo Bahía Blanca - Aldosivi Mar del Plata 2:1 Galarza, Saavedra - Hormaecheak                         |
| San Martín San Juan - Ind. Independiente Rivadavia Mendoza 0:1 Valdemarín                                |
| Cipolletti - Atlético Tucumán 1:0 Coronel                                                                |

| Data          | Mecz                                                             |
| ------------- | ---------------------------------------------------------------- |
| 14 marca 2000 | San Martín Tucumán - Racing Córdoba 2:1 Chacana k, Díaz - Juárez |

### Interior 19
| Mecze 2, 3, 4 i 5 marca 2000 |
| --- |
| Racing Córdoba. - Juventud Antoniana Salta 3:1 Valdiviezo, López, Gattesco - Jiménez                                                                 |
| Aldosivi Mar del Plata - Villa Mitre Bahía Blanca 0:2 Paz, Boggio k                                                                                  |
| San Martín Mendoza - Godoy Cruz Antonio Tomba 2:2 Antuña k, Benítez - Bermegui (2)                                                                   |
| Gimnasia y Esgrima Concepcion del Uruguay - Almirante Brown Arrecifes 0:1 Penayo                                                                     |
| Atlético Tucumán - San Martín Tucumán 0:1 Juárez mecz przerwany w 89 minucie przy stanie 0:1 z powodu zamieszek na trybunach - wynik meczu zachowano |
| Gimnasia y Tiro Salta - Cipolletti 2:1 Del Valle Medina k, Saldaño - Parra                                                                           |
| Independiente Rivadavia Mendoza - Atlético Rafaela 2:1 Del Bosco, García k - González                                                                |
| Olimpo Bahía Blanca - San Martín San Juan 2:2 Bazán Vera, Castro - Andrizzi, Gómez                                                                   |

### Interior 20
| Mecze 9, 10, 11 i 12 marca 2000                                                                              |
| --- |
| San Martín San Juan - Aldosivi Mar del Plata 1:0 Campodónico                                                 |
| Atlético Rafaela - Olimpo Bahía Blanca 3:2 Romero k, Rosín, González - Cisneros, Gil                         |
| Cipolletti - Independiente Rivadavia Mendoza 1:0 Sánchez                                                     |
| San Martín Tucumán - Gimnasia y Tiro Salta 2:1 Chacana, J. García - Bonnet                                   |
| Juventud Antoniana Salta - Atlético Tucumán 2:1 Albornoz, Silva - Aráoz                                      |
| Almirante Brown Arrecifes - Racing Córdoba 2:2 Chazarreta, Martínez - Bértola k, Elúa                        |
| Godoy Cruz Antonio Tomba - Gimnasia y Esgrima Concepcion del Uruguay 1:3 Favro - R. González (2, 1k), Arroyo |
| Villa Mitre Bahía Blanca - San Martín Mendoza 1:1 Hidalgo - Dillon                                           |

### Interior 21
| Mecze 16, 17 i 19 marca 2000                                                                   |
| ---------------------------------------------------------------------------------------------- |
| Aldosivi Mar del Plata - San Martín Mendoza 2:3 Hormaechea, Valdés - Dillon, Martínez, Batalla |
| Gimnasia y Esgrima Concepcion del Uruguay - Villa Mitre Bahía Blanca 1:0 Buena                 |
| Racing Córdoba - Godoy Cruz Antonio Tomba 2:1 Bértola k, Valdiviezo - Abaurre                  |
| Atlético Tucumán - Almirante Brown Arrecifes 0:1 Monje                                         |
| San Martín San Juan - Atlético Rafaela 2:1 Gómez, Campodónico - González                       |
| Gimnasia y Tiro Salta - Juventud Antoniana Salta 2:0 Saldaño, Leone                            |
| Independiente Rivadavia Mendoza - San Martín Tucumán 3:1 Martínez, Valdemarín, Paratore - Sosa |
| Olimpo Bahía Blanca - Cipolletti 3:3 Bazán Vera (2), Cisneros - Coronel, J. Sánchez, Amorone   |

### Interior 22
| Mecze 23, 24, 25 i 26 marca 2000                                                         |
| ---------------------------------------------------------------------------------------- |
| San Martín Mendoza - Gimnasia y Esgrima Concepcion del Uruguay 3:0 Antuña (2), Benítez   |
| Atlético Rafaela - Aldosivi Mar del Plata 1:0 González                                   |
| Cipolletti - San Martín San Juan 1:1 Sánchez - Raggio                                    |
| San Martín Tucumán - Olimpo Bahía Blanca 0:0                                             |
| Juventud Antoniana Salta - Independiente Rivadavia Mendoza 1:2 Lucco k - Zaccanti, Lemes |
| Almirante Brown Arrecifes - Gimnasia y Tiro Salta 1:1 Monje k - Gil                      |
| Godoy Cruz Antonio Tomba - Atlético Tucumán 0:0                                          |
| Villa Mitre Bahía Blanca - Racing Córdoba. 3:1 Severini (2), Hidalgo - Bértola k         |

### Interior 23
| Mecze 30 marca, 1 i 2 kwietnia 2000                                                                            |
| --- |
| Aldosivi Mar del Plata - Gimnasia y Esgrima Concepcion del Uruguay 2:1 Hormaechea, Graf - Bernal               |
| Atlético Tucumán - Villa Mitre Bahía Blanca 3:0 Álvarez (2), Albarracín                                        |
| Racing Córdoba - San Martín Mendoza 1:1 Banegas - Benítez                                                      |
| Independiente Rivadavia Mendoza - Almirante Brown Arrecifes 4:2 Favre (2), Marinilli, Corbalán - Monje, Guerra |
| Olimpo Bahía Blanca - Juventud Antoniana Salta 2:0 Galarza, Gil                                                |
| Gimnasia y Tiro Salta - Godoy Cruz Antonio Tomba 4:3 Saldaño, Bonnet, Mozas, Gil - Bermegui (2), Dalmasso      |
| San Martín San Juan - San Martín Tucumán 7:0 Arrieta, Campodónico, Andrizzi (2), Laciar (2), Gómez             |
| Atlético Rafaela - Cipolletti 3:2 García, Rosín, González - Iachetti, Amorone                                  |

### Interior 24
| Mecze 6, 8 i 9 kwietnia 2000                                                                    |
| ----------------------------------------------------------------------------------------------- |
| Cipolletti - Aldosivi Mar del Plata 2:2 Luque, Amoroni - Hormaechea k, Parra                    |
| San Martín Tucumán - Atlético Rafaela 1:2 Chacana k - Romero, Rosín                             |
| Juventud Antoniana Salta - San Martín San Juan 0:1 Laciar                                       |
| Almirante Brown Arrecifes - Olimpo Bahía Blanca 2:3 Monje, Guerra - Carballo, Galarza, Saavedra |
| Godoy Cruz Antonio Tomba - Independiente Rivadavia Mendoza 0:2 Canedo k, Valdemarín             |
| Villa Mitre Bahía Blanca - Gimnasia y Tiro Salta 2:1 Severini (2) - Cuadrado                    |
| San Martín Mendoza - Atlético Tucumán 2:1 Antuña, Batalla - Albarracín                          |
| Gimnasia y Esgrima Concepcion del Uruguay - Racing Córdoba 1:0 González                         |

### Interior 25
| Mecze 13, 15, 16 i 17 kwietnia 2000                                                                       |
| --- |
| Gimnasia y Tiro Salta - San Martín Mendoza 1:2 Cuadrado - Benítez, Antuña k                               |
| Atlético Rafaela - Juventud Antoniana Salta 3:1 Rosín, C. González, R. González - Kalujerovich            |
| Aldosivi Mar del Plata - Racing Córdoba. 1:1 Gómez - Gattesco                                             |
| Cipolletti - San Martín Tucumán 0:0                                                                       |
| Atlético Tucumán - Gimnasia y Esgrima Concepcion del Uruguay 2:2 Álvarez k, Ibañez - González (2)         |
| Olimpo Bahía Blanca - Godoy Cruz Antonio Tomba 2:1 Galarza, Saavedra - Brusco                             |
| San Martín San Juan - Almirante Brown Arrecifes 1:0 Campodónico                                           |
| Independiente Rivadavia Mendoza - Villa Mitre Bahía Blanca 3:1 Martínez, Del Bosco, Valdemarín - Landeiro |

### Interior 26
| Mecze 20, 22 i 23 kwietnia 2000                                                                             |
| --- |
| Racing Córdoba. - Atlético Tucumán 4:3 Valdiviezo (3), Salas - Lazarte, Álvarez, Ibáñez                     |
| Almirante Brown Arrecifes - Atlético Rafaela 2:0 Guerra, Chazarreta                                         |
| Godoy Cruz Antonio Tomba - San Martín San Juan 6:1 Brusco k, Bermegui (2), Cabrera, Dobrik, Franco - Laciar |
| San Martín Tucumán - Aldosivi Mar del Plata 0:0                                                             |
| Juventud Antoniana Salta - Cipolletti 2:0 Iachetti, Lucco                                                   |
| Gimnasia y Esgrima Concepcion del Uruguay - Gimnasia y Tiro Salta 2:1 Buena, Montalbetti, Riggio            |
| San Martín Mendoza - Independiente Rivadavia Mendoza 1:2 Dillon - Del Bosco, Valdemarín                     |
| Villa Mitre Bahía Blanca - Olimpo Bahía Blanca 2:2 Paz, Zwenger - Saavedra, Bazán                           |

### Interior 27
| Mecze 6 i 7 maja 2000                                                                     |
| ----------------------------------------------------------------------------------------- |
| San Martín San Juan - Villa Mitre Bahía Blanca 2:1 Laciar, Arrieta - Larroque k           |
| Olimpo Bahía Blanca - San Martín Mendoza 1:0 Bazán Vera                                   |
| Independiente Rivadavia Mendoza - Gimnasia y Esgrima Concepcion del Uruguay 1:0 Paratore  |
| Atlético Rafaela - Godoy Cruz Antonio Tomba 2:1 García, C. González - Brusco              |
| Aldosivi Mar del Plata - Atlético Tucumán 2:0 Villarreal, Ruiz                            |
| San Martín Tucumán - Juventud Antoniana Salta 1:4 Ferreyra - Colombo (2), Iachetti, Silva |
| Cipolletti - Almirante Brown Arrecifes 0:0                                                |
| Gimnasia y Tiro Salta - Racing Córdoba. 1:3 Quintero - Juárez, Valdiviezo, Salas          |

### Interior 28
| Mecze 11 i 13 maja 2000                                                                 |
| --------------------------------------------------------------------------------------- |
| Atlético Tucumán - Gimnasia y Tiro Salta 1:1 Lazarte - Bonnet                           |
| Racing Córdoba. - Independiente Rivadavia Mendoza 1:0 Salas                             |
| Almirante Brown Arrecifes - San Martín Tucumán 1:0 Lovera                               |
| Godoy Cruz Antonio Tomba - Cipolletti 3:0 Bermegui, Cabrera, Oste                       |
| Juventud Antoniana Salta - Aldosivi Mar del Plata 2:1 Colombo, Iachetti - Parra         |
| Gimnasia y Esgrima Concepcion del Uruguay - Olimpo Bahía Blanca 2:0 Checchia, Caballero |
| San Martín Mendoza - San Martín San Juan 1:0 Benítez                                    |
| Villa Mitre Bahía Blanca - Atlético Rafaela 2:3 Paz, Odriozola - R. González (3, 1k)    |

### Interior 29
| Mecze 18 i 20 maja 2000                                                                 |
| --------------------------------------------------------------------------------------- |
| Atlético Rafaela - San Martín Mendoza 1:0 Bovaglio                                      |
| Aldosivi Mar del Plata - Gimnasia y Tiro Salta 1:0 Hormaechea                           |
| Independiente Rivadavia Mendoza - Atlético Tucumán 2:1 Valdemarín (2) - Álvarez         |
| Olimpo Bahía Blanca - Racing Córdoba. 1:1 Bazán Vera - Álvarez                          |
| San Martín San Juan - Gimnasia y Esgrima Concepcion del Uruguay 1:1 Marini - González k |
| Cipolletti - Villa Mitre Bahía Blanca 0:0                                               |
| San Martín Tucumán - Godoy Cruz Antonio Tomba 0:2 Yanzón, Oste                          |
| Juventud Antoniana Salta - Almirante Brown Arrecifes 0:2 Osella, Chazarreta             |

### Interior 30
| Data         | Mecz                                                                                    |
| ------------ | --------------------------------------------------------------------------------------- |
| 27 maja 2000 | Almirante Brown Arrecifes - Aldosivi Mar del Plata 2:1 Guerra, Martín - Hormaechea      |
| 27 maja 2000 | Godoy Cruz Antonio Tomba - Juventud Antoniana Salta 2:0 Brusco, Abaurre                 |
| 27 maja 2000 | Villa Mitre Bahía Blanca - San Martín Tucumán 1:0 Gilardi                               |
| 27 maja 2000 | San Martín Mendoza - Cipolletti 3:0 Batalla, Benítez, Ortiz                             |
| 27 maja 2000 | Gimnasia y Esgrima Concepcion del Uruguay - Atlético Rafaela 1:1 R. González k - Romero |
| 27 maja 2000 | Racing Córdoba - San Martín San Juan 1:1 Álvarez - Díaz                                 |
| 27 maja 2000 | Atlético Tucumán - Olimpo Bahía Blanca 3:1 San Román (2), Del Moral - Bazán Vera        |
| 27 maja 2000 | Gimnasia y Tiro Salta - Independiente Rivadavia Mendoza 0:2 Valdemarín, García          |

### Tabela Zona Interior
| Poz | Klub                                      | Mecze | Zw | Rem | Por | Pkt | BrZd | BrStr |
| --- | ----------------------------------------- | ----- | -- | --- | --- | --- | ---- | ----- |
| 1   | Atlético Rafaela                          | 30    | 16 | 3   | 11  | 51  | 42   | 35    |
| 2   | San Martín Mendoza                        | 30    | 14 | 8   | 8   | 50  | 45   | 31    |
| 3   | San Martín San Juan                       | 30    | 13 | 10  | 7   | 49  | 41   | 32    |
| 4   | Gimnasia y Esgrima Concepcion del Uruguay | 30    | 13 | 8   | 9   | 47  | 40   | 32    |
| 5   | Juventud Antoniana Salta                  | 30    | 14 | 4   | 12  | 46  | 44   | 43    |
| 6   | Independiente Rivadavia Mendoza           | 30    | 13 | 6   | 11  | 45  | 52   | 53    |
| 7   | Godoy Cruz Antonio Tomba                  | 30    | 11 | 7   | 12  | 43  | 42   | 37    |
| 8   | Villa Mitre Bahía Blanca                  | 30    | 11 | 8   | 11  | 41  | 39   | 34    |
| 9   | Olimpo Bahía Blanca                       | 30    | 10 | 11  | 9   | 41  | 42   | 43    |
| 10  | Gimnasia y Tiro Salta                     | 30    | 11 | 7   | 12  | 40  | 41   | 42    |
| 11  | Almirante Brown Arrecifes                 | 30    | 10 | 10  | 10  | 40  | 40   | 42    |
| 12  | Racing Córdoba                            | 30    | 9  | 11  | 10  | 38  | 44   | 44    |
| 13  | Aldosivi Mar del Plata                    | 30    | 7  | 10  | 13  | 31  | 38   | 47    |
| 14  | Atlético Tucumán                          | 30    | 10 | 8   | 12  | 291 | 39   | 34    |
| 15  | San Martín Tucumán                        | 30    | 6  | 10  | 14  | 28  | 25   | 46    |
| 16  | Cipolletti                                | 30    | 5  | 11  | 14  | 232 | 26   | 45    |

1 - 6 punktów odjętych za zamieszki z 17 kolejki oraz 3 punkty odjęte za zamieszki z 19 kolejki

2 - 3 punkty odjęte za zamieszki z 13 kolejki

### Tabela spadkowa Interior
| Poz | Klub                                      | 1997/98 pkt/m | 1998/99 pkt/m | 1999/00 pkt/m | Razem pkt/mecze | Średnia |
| --- | ----------------------------------------- | ------------- | ------------- | ------------- | --------------- | ------- |
| 1   | Atlético Rafaela                          | 45/30         | 44/30         | 51/30         | 140/90          | 1.555   |
| 2   | Juventud Antoniana Salta                  | 0/0           | 46/30         | 46/30         | 92/60           | 1.533   |
| 3   | Independiente Rivadavia Mendoza           | 0/0           | 0/0           | 45/30         | 45/30           | 1.500   |
| 4   | San Martín San Juan                       | 48/30         | 36/30         | 49/30         | 133/90          | 1.477   |
| 5   | Atlético Tucumán                          | 43/30         | 57/30         | 29/30         | 129/90          | 1.433   |
| 6   | Almirante Brown Arrecifes                 | 45/30         | 42/30         | 40/30         | 127/90          | 1.411   |
| 7   | Gimnasia y Esgrima Concepcion del Uruguay | 0/0           | 37/30         | 47/30         | 84/60           | 1.400   |
| 8   | Villa Mitre Bahía Blanca                  | 0/0           | 0/0           | 41/30         | 41/30           | 1.367   |
| 9   | San Martín Tucumán                        | 47/30         | 46/30         | 28/30         | 121/90          | 1.344   |
| 10  | San Martín Mendoza                        | 28/30         | 38/30         | 50/30         | 116/90          | 1.288   |
| 11  | Godoy Cruz Antonio Tomba                  | 42/30         | 30/30         | 43/30         | 115/90          | 1.277   |
| 12  | Racing Córdoba                            | 0/0           | 0/0           | 38/30         | 38/30           | 1.266   |
| 13  | Olimpo Bahía Blanca                       | 29/30         | 43/30         | 41/30         | 113/90          | 1.255   |
| 14  | Cipolletti                                | 34/30         | 53/30         | 23/30         | 110/90          | 1.222   |
| 15  | Gimnasia y Tiro Salta                     | 0/0           | 33/30         | 40/30         | 73/60           | 1.216   |
| 16  | Aldosivi Mar del Plata                    | 36/30         | 42/30         | 31/30         | 109/90          | 1.211   |

## Pierwsze baraże

### Półfinał
| Mecze 3 i 4 czerwca 2000                                           |
| ------------------------------------------------------------------ |
| CA Argentino de Quilmes - Atlético Rafaela 2:0 Czornomaz, Milozzi] |
| San Martín Mendoza - CA Huracán 1:2 Benítez - Casas (2)            |

| Mecze 10 i 11 czerwca 2000                                                                                                  |
| --- |
| CA Huracán - San Martín Mendoza 0:1 Demaría Huracán awansował dzięki lepszemu dorobkowi bramkowo-punktowemu w fazie ligowej |
| Atlético Rafaela - CA Argentino de Quilmes 0:0                                                                              |

### Finał
| Data            | Mecz                                                          |
| --------------- | ------------------------------------------------------------- |
| 17 czerwca 2000 | CA Argentino de Quilmes - CA Huracán 0:1 Casas                |
| 25 czerwca 2000 | CA Huracán - CA Argentino de Quilmes 1:1 Di Carlo - Domínguez |

Klub CA Huracán został mistrzem drugiej ligi argentyńskiej i awansował do I ligi (Primera División). Klub CA Argentino de Quilmes zachował jeszcze szanse na wicemistrzostwo lub na szansę w barażach.

## Drugie baraże

### Pierwsza runda
| Mecze 1 i 2 czerwca 2000                                                                      |
| --------------------------------------------------------------------------------------------- |
| Independiente Rivadavia Mendoza - Los Andes Buenos Aires 0:0                                  |
| Juventud Antoniana Salta - Almagro Buenos Aires 4:3 Silva (2), Velarde, Lucco - Tonelotto (3) |
| Arsenal Sarandí Buenos Aires - San Martín San Juan 1:1 Gareca - Campodónico                   |
| CA Banfield - Gimnasia y Esgrima Concepcion del Uruguay 1:0 Calvo                             |

| Mecze 8 i 10 czerwca 2000 |
| --- |
| San Martín San Juan - Arsenal Sarandí Buenos Aires 1:2 Campodónico - Gorozo, Monroy                                                                                            |
| Los Andes Buenos Aires - Independiente Rivadavia Mendoza 2:0 Ferrer (2) |
| Gimnasia y Esgrima Concepcion del Uruguay - CA Banfield 1:1 Montalbetti - Forestello                                                                                           |
| Almagro Buenos Aires - Juventud Antoniana Salta 4:0 Couceiro, Tonelotto (2, 1 pen), Filosa mecz przerwany w 86 minucie z powodu zamieszek na trybunach - wynik meczu zachowano |

### Druga runda
| Mecze 17 i 18 czerwca 2000                                                                          |
| --------------------------------------------------------------------------------------------------- |
| Arsenal Sarandí Buenos Aires - Atlético Rafaela 1:1 Ruiz - Romero                                   |
| Almagro Buenos Aires - Los Andes Buenos Aires 0:0                                                   |
| CA Banfield - San Martín Mendoza 5:2 Leeb (2, 1k), Forestello, Delfino, González - Panella, Benítez |

| Mecze 22 i 25 czerwca 2000                                                |
| ------------------------------------------------------------------------- |
| Atlético Rafaela - Arsenal Sarandí Buenos Aires 2:0 Bovaglio, R. González |
| San Martín Mendoza - CA Banfield 1:1 Arzubialde - Katip                   |
| Los Andes Buenos Aires - Almagro Buenos Aires 1:0 Sala k                  |

### Półfinał
| Data            | Mecz                                                         |
| --------------- | ------------------------------------------------------------ |
| 28 czerwca 2000 | CA Banfield - Los Andes Buenos Aires 0:0                     |
| 28 czerwca 2000 | Atlético Rafaela - CA Argentino de Quilmes 1:1 Rosín - Braña |

| Mecze 1 i 2 lipca 2000 |
| --- |
| Los Andes Buenos Aires - CA Banfield 2:0 De Sagastizábal, Ferrer mecz przerwany w 89 minucie z powodu zamieszek na trybunach - wynik meczu zachowano |
| CA Argentino de Quilmes - Atlético Rafaela 0:0 CA Argentino de Quilmes dzięki lepszemu dorobkowi bramko-punktowemu w fazie ligowej                   |

### Finał
| Data          | Mecz                                                                       |
| ------------- | -------------------------------------------------------------------------- |
| 8 lipca 2000  | Los Andes Buenos Aires - CA Argentino de Quilmes 2:0 Ferrer, Arce          |
| 16 lipca 2000 | CA Argentino de Quilmes - Los Andes Buenos Aires 1:1 Czornomaz k - Pieters |

Klub Los Andes Buenos Aires został wicemistrzem drugiej ligi i awansował do pierwszej ligi argentyńskiej. Klub CA Argentino de Quilmes zachował szansę w barażach z klubem pierwszoligowym.

## Baraże o awans do I ligi
| Data          | Mecz |
| ------------- | --- |
| 20 lipca 2000 | CA Argentino de Quilmes - Belgrano Córdoba 3:1 Adrián Gustavo Giampietri, Luis Fernando s, Alejandro Damián Domínguez - Hernán Esteban Medina |
| 20 lipca 2000 | Almagro Buenos Aires - Instituto Córdoba 1:0 Francisco Diego Maciel                                                                           |
| 23 lipca 2000 | Belgrano Córdoba - CA Argentino de Quilmes 3:1 Luis Fabián Artime, Leonardo Rodolfo Lemos s, Luis Ernesto Sosa - Matías Horacio Milozzi       |
| 23 lipca 2000 | Instituto Córdoba - Almagro Buenos Aires 1:1 Claudio Romualdo Sarría - Diego Sebastián Villalba                                               |

Klub Almagro Buenos Aires awansował do pierwszej ligi, a na jego miejsce do drugiej ligi spadł klub Instituto Córdoba. Klub Belgrano Córdoba obronił się przed spadkiem, bo klub drugoligowy (tutaj CA Argentino de Quilmes), by awansować, musiał wykazać wyższość nad pierwszoligowym, a w tym przypadku bilans dwumeczu był remisowy